# Het hellevuur
Het hellevuur (Frans: Raid sur la corne d'or) is het 19e album uit de Belgische stripreeks Roodbaard naar het scenario van Jean-Michel Charlier en met tekeningen van Jijé en Lorg. Het stripalbum werd in 1979 uitgebracht.

## Het verhaal
Roodbaard wacht met zijn schip Zwarte Valk bij de monding van de Dardanellen op de Turkse dromon Bahadour, dat de ontvoerde Franse edelvrouw Caroline de Murators aan boord heeft. De ontvoerders, Khayr-el-Djaïr en Orfano Ruggieri, hebben lucht gekregen van de bevrijdingsplannen en zij hebben haar van het Turkse schip gehaald en de Turkse vloot gealarmeerd. Zij zullen Caroline over land naar Istanboel brengen. 's Nachts weet de machtige Zwarte Valk, die eerder het zeeroversnest Algiers in puin heeft geschoten, de Bahadour te veroveren en de te hulp varende vloot onder leiding van Soliman Pacha te vernietigen. In de donkere nacht hebben de Turkse forten aan de Dardanellen niet kunnen zien wie de zeeslag won, dus bedenken Roodbaard en zijn zoon Erik een list: ze doen net alsof de Bahadour de Zwarte Valk heeft overwonnen, nadat deze de Turkse vloot had vernietigd.
Door de list kunnen ze vermomd als overlevenden van de Bahadour doordringen tot Topkapi, het paleis van de Ottomaanse Sultan in Istanbul. Ze gijzelen de Sultan en ruilen hem buiten de stad voor Caroline de Murators. Erik weet dat het onmogelijk is om na de vlucht uit Istanbul ongedeerd langs de gealarmeerde Turkse forten bij de Dardanellen te geraken en haalt Roodbaard over om via het schiereiland Gallipoli naar het schip van Khayr-el-Djaïr aan de Egeïsche Zee te vluchten. De Zwarte Valk wordt opgeblazen.
Terug in Mantoue komt het dubbelspel van Graaf Spada en Orfano Ruggieri uit. Ruggieri verraadt Spada, die hem vervolgens neerschiet. Hij gijzelt Caroline maar wordt even later door Driepoot doodgeschoten.

## Albums
De avonturen van Roodbaard in het Ottomaanse Rijk werden niet helemaal in chronologische volgorde uitgegeven. De vier albums zijn:
- 14. 1973 - De strijd met de Berbers (Khaïr le Maure)
- 15. 1973 - De gevangene (La captive des Maures)
- 16. 1974 - De helleschuit (Le vaisseau de l'enfer)
- 19. 1979 - Het hellevuur (Raid sur la corne d'or)